# Spurilla verrucicornis
Spurilla verrucicornis är en snäckart som först beskrevs av A. Costa 1867.  Spurilla verrucicornis ingår i släktet Spurilla och familjen snigelkottar. Inga underarter finns listade i Catalogue of Life.